# Université de la Colombie-Britannique
L’Université de la Colombie-Britannique (en anglais University of British Columbia, en abrégé UBC), fondée à Vancouver en 1908 sous le nom du College of British Columbia, est l'une des universités les plus prestigieuses d'Amérique du Nord et compte parmi les meilleures universités au monde. L'université compte plus de 61 000 étudiants, répartis sur le campus historique de Vancouver (1908), et celui d'Okanagan (2005) et un budget annuel de 2,3 milliards de dollars.
Le Times Higher Education World University Rankings la classe 34e mondialement en 2018 et seconde au Canada. Le classement de Shanghai de 2016 la classe 34e mondialement et 2e au Canada. En outre, le classement des meilleurs universités en dehors des États-Unis par le magazine Newsweek la classe 8e globalement en 2011.

## Histoire
En 1877, six ans seulement après que la Colombie-Britannique a rejoint le Canada, le surintendant de l'éducation John Jessop soumet une proposition pour la création d'une université pour la nouvelle province. La loi concernant l'Université de la Colombie-Britannique est adoptée par la législature provinciale en 1890, mais des désaccords apparaissent sur l'opportunité de construire l'université sur l'île de Vancouver ou sur le continent.
Le British Columbia University Act de 1908 impose officiellement la création d'une université provinciale, bien que sa localisation ne soit toujours pas précisée. La gouvernance est calquée sur celle du University of Toronto Act de 1906, qui a établi un système à deux chambres composé d'un sénat (faculté), responsable de la politique scolaire, et d'un conseil d'administration (citoyens) exerçant un contrôle exclusif sur les questions financières et ayant autorité sur toutes les autres questions.
Le rôle du président, nommé par le conseil d'administration, est alors d'établir un lien entre les deux organes et de diriger l'institution. Cette loi institue un sénat constitué de 21 membres avec Francis Carter-Cotton, de Vancouver, au poste de Président.
Avant la loi, il y a eu plusieurs tentatives de création d'une université avec l'aide de celles de Toronto et McGill. Le Columbian College, à New Westminster, grâce à son affiliation avec l'Université Victoria à l'Université de Toronto, commence à proposer des crédits de niveau universitaire au tournant du siècle, mais McGill dominera l'enseignement supérieur au début des années 1900.
S'appuyant sur une alliance réussie entre les lycées de Vancouver et de Victoria avec l'Université McGill, Henry Marshall Tory contribue à établir le University College of British Columbia McGill. De 1906 à 1915, « McGill BC », comme on l'appelait, fonctionnera comme une institution privée formant les premières années vers un diplôme de l'Université McGill ou d'autres universités. La médaille Henry Marshall Tory est créée en 1941 par Tory lui-même, président-fondateur de l'Université de l'Alberta et du Conseil national de recherches Canada et cofondateur de l'Université Carleton.

## Campus

### Vancouver

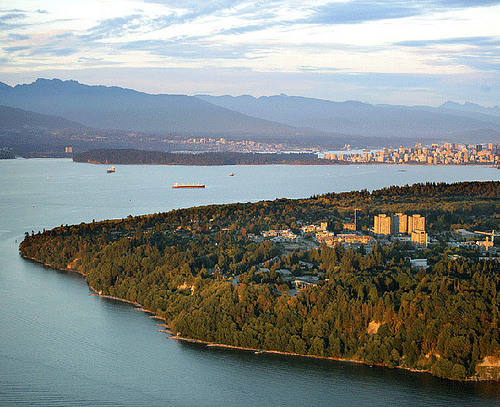
Vue aérienne du campus de Vancouver.

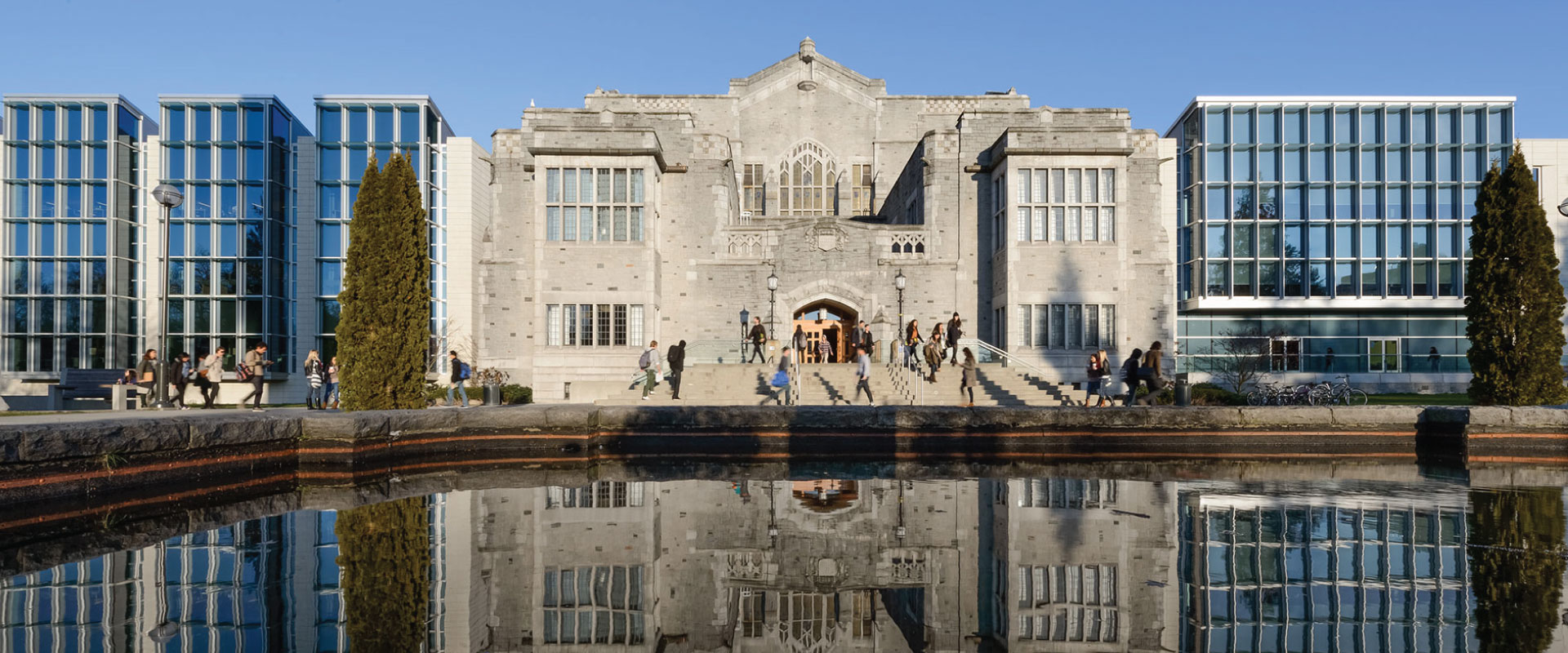
La bibliothèque Irving K. Barber sur le campus d'UBC à Vancouver.

Le campus de Vancouver est situé à Point Grey, à une vingtaine de minutes en voiture du centre-ville de Vancouver. Il est à proximité de plusieurs plages et offre une vue sur les montagnes North Shore. Le Pacific Spirit Regional Park (7,63 km2) constitue une ceinture verte entre le campus et la ville. Les bâtiments situés sur le campus de Vancouver occupent 1 091 997 m2, sur 1,7 km2 de terrains entretenus.
Les University Endowment Lands n'étant sur le territoire de la municipalité de Vancouver, le campus est donc sécurisé par la Gendarmerie royale du Canada (GRC) et non le Vancouver Police Department (VPD). Cependant, en vertu d'un contrat, les services d'incendie de Vancouver (Vancouver Fire Department) sont responsables de l'UBC. En plus de la GRC, le propre service de sécurité de l'UBC patrouille le campus. Néanmoins, tout courrier postal envoyé vers n'importe quel bâtiment situé sur le campus comprend « Vancouver » dans l'adresse.
UBC Vancouver compte également de deux campus satellites dans la ville de Vancouver : l'un à l'Hôpital général de Vancouver pour les sciences médicales, et UBC Robson Square, au centre-ville de Vancouver, pour les cours à temps partiel et des programmes annexes. UBC est également un partenaire dans le consortium soutenant Great Northern Way Campus Ltd, et est affilié à un groupe de collèges théologiques voisins, qui comprennent l'École de théologie, Regent College, le Collège Théologique Carey et le Corpus Christi College de Vancouver.
Le campus abrite de nombreux jardins. Le jardin botanique de UBC et Centre de recherche sur les plantes (UBC Botanical Garden and Centre for Plant Research), premier département UBC, détient une collection de plus de 8 000 variétés de plantes différentes utilisées pour la recherche, la conservation et l'éducation. Le site d'origine du jardin botanique UBC était au Old Arboretum, tout ce qui reste aujourd'hui de celui-ci sont des arbres plantés en 1916 par John Davidson. L'emplacement de l'ancien arboretum comprend maintenant de nombreux bâtiments dont le First Nations House of Learning. Le Nitobe Memorial Garden, construit pour honorer chercheur japonais Nitobe Inazō, a fait l'objet de plus de quinze ans d'étude par un professeur de l'UBC, qui croit que derrière sa construction se cache un certain nombre de caractéristiques à découvrir, comme des références à la philosophie et la mythologie japonaise, des ponts d'ombre visibles seulement à certaines périodes de l'année, et le positionnement d'une lanterne qui n'est entièrement au soleil que, chaque année, à la date et à l'heure exactes de la mort de Nitobe. Le jardin est situé derrière le Centre asiatique de l'université, lequel a été construit en utilisant des poutres d'acier du pavillon japonais de l'Exposition universelle de 1970 à Osaka.

### Okanagan
Le campus Okanagan est situé sur l'ancien campus Kelowna nord de l'Okanagan University College, à côté de l'aéroport international de Kelowna au nord-est de Kelowna, en Colombie-Britannique. Ce campus offre des diplômes de premier cycle en arts, en sciences, sciences infirmières, éducation, de gestion et d'ingénierie ainsi que des diplômes d'études supérieures dans la plupart de ces sujets.
En 2010, le campus Okanagan a doublé de taille, passant de 105 à 208,6 hectares.
En 2011, le campus a vu la construction de plusieurs nouveaux quartiers résidentiels et d'immeubles destinés à l'enseignement et à la recherche pour 450 millions de dollars canadiens.

## Sport
- Thunderbirds de l'UCB

## Personnalités liées à l'Université

### Professeurs
- Joel Bakan (1959-), professeur de droit ;
- Margaret Kennard (1899-1975), neurologue américaine.

### Anciens étudiants
- Cecilia Araneda
- Dominique Trottier
- Karen Jamieson
- Lorna Slater
- Meredith Quartermain
- Marc Zender
- Huang Sue-Ying
- Tsering Yangzom Lama
- Chinedum Peace Babalola
- Lenka Lichtenberg
- Bachir Halimi
- Réna Sakellarídou